# Anarta nigrolineata
Anarta nigrolineata là một loài bướm đêm trong họ Noctuidae.